# Caligidae
Морские вши, или Морские блохи (лат. Caligidae) — семейство веслоногих ракообразных из отряда Siphonostomatoida. Являются морскими эктопаразитами, питающимися слизью, эпидермальной тканью и кровью рыб-хозяев. Космополитическая группа, включающая около 600 видов.

## Описание
Подвижные кожные паразиты морских рыб, реже пресноводных. Уплощённая широкая головогрудь покрыта округлым щитом. 

## Значение
Представители родов Lepeophtheirus и Caligus паразитируют на морских рыбах. Lepeophtheirus salmonis и различные виды Caligus адаптированы к соленой воде и являются основными эктопаразитами разводимого и дикого атлантического лосося. Для борьбы с ними было разработано несколько противопаразитарных препаратов. L. salmonis лучше всего изучен с точки зрения его биологии и взаимодействия с хозяином — лососем. Морские вши Caligidae представляют собой серьёзную угрозу для здоровья культивируемых морских пелагических рыб, а коммерческий ущерб только для отрасли разведения лосося оценивается в 480 миллионов долларов США в год.
Caligus rogercresseyi стал основным паразитом, вызывающим беспокойство на лососевых фермах в таких странах, как Чили и Шотландия. В настоящее время проводятся исследования, направленные на лучшее понимание этого паразита и взаимодействия хозяина и паразита. Недавно появились данные о том, что L. salmonis из Атлантического океана имеет достаточные генетические отличия от L. salmonis из Тихого океана, чтобы предположить, что атлантический и тихоокеанский L. salmonis могли независимо коэволюционировать с атлантическими и тихоокеанскими лососями соответственно.

## Классификация
Известно около 600 видов примерно в 40 родах, включая около 162 видов из рода Lepeophtheirus и 268 видов из рода Caligus.
- Abasia C. B. Wilson, 1908
- Alanlewisia Boxshall, 2008
- Alebion Krøyer, 1863
- Alicaligus Shiino, 1955
- Anchicaligus Stebbing, 1900
- Anuretes Heller, 1865
- Arrama Dojiri & Cressey, 1991
- Avitocaligus Boxshall & Justine, 2005
- Belizia Cressey, 1990
- Caligodes Heller, 1865
- Caligus O. F. Müller, 1785
- Calistes Dana, 1852
- Caritus Cressey, 1967
- Cresseyella Bezdek & Cressey, 2004
- Dartevellia Brian, 1939
- Diphyllogaster Brian, 1899
- Echetus Kroyer, 1863
- Euryphorus H. Milne-Edwards, 1840
- Gloiopotes Steenstrup & Lütken, 1861
- Hermilius Heller, 1865
- Indocaligus Pillai, 1961
- Kabataella Prabha & Pillai, 1983
- Lepeophtheirus von Nordmann, 1832
- Mappates Rangnekar, 1958
- Markevichus Özdikmen, 2008
- Paralebion C. B. Wilson, 1911
- Parapetalus Steenstrup & Lütken, 1861
- Parechetus Pillai, 1962
- Pseudanuretes Yamaguti, 1936
- Pseudechetus Prabha & Pillai, 1979
- Pseudocaligus A. Scott, 1901
- Pseudolepeophtheirus Markevich, 1940
- Pupulina Beneden, 1892
- Sciaenophilus Beneden, 1852
- Synestius Steenstrup & Lütken, 1861
- Tuxophorus C. B. Wilson, 1908